# Termitorioxa acanthoneurides
Termitorioxa acanthoneurides är en tvåvingeart som först beskrevs av Erich Martin Hering 1953.  Termitorioxa acanthoneurides ingår i släktet Termitorioxa och familjen borrflugor. Inga underarter finns listade i Catalogue of Life.